# Radim Wolák
Radim Wolák (* 23. června 1977 Slaný) je regionální politik a starosta města Velvary a pedagog na Fakultě sociálních věd Univerzity karlovy, kde se na Katedře mediálních studií a žurnalistiky zaměřuje na komunikační média a mediální výchovu.

## Politická kariéra
V roce 2014 se z občanské iniciativy pustil do opravy a zvelebení Malovarského rybníka. Zde vypomáhal a díky pozdějšímu doporučení místní starostky kandidoval na post starosty Velvar. Podílí se na projektech zachovávající historický a kulturní ráz města jako je oprava kulturního centra, kostelů a dalších památek.
Věnuje se chovatelství včel.

## Publikace
- Česká média a česká společnost v 60. letech[7]
- Česká novinářka: k postavení a obrazu novinářek v českých médiích
- Mediální gramotnost: Nový rozměr vzdělávání
- Za školu: 100 nejlepších her a úkolů